# Hélène Grimaud

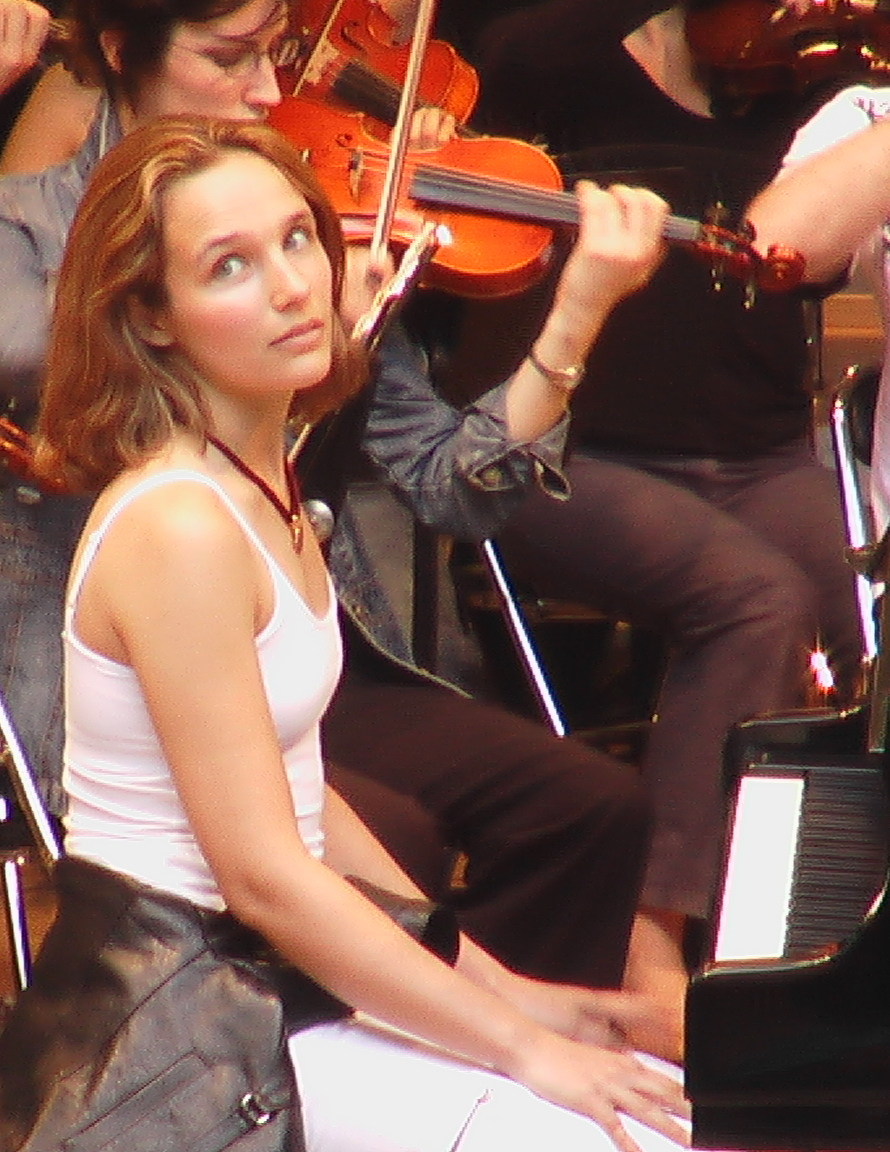
Hélène Grimaud tijdens het repeteren.

Hélène Grimaud (Aix-en-Provence, 7 november 1969) is een Frans pianiste en schrijfster van diverse boeken.

## Biografie
Grimaud begon met pianospelen in 1978. Ze kreeg les van Jacqueline Courtin op het Conservatorium van Aix-en-Provence. In 1982 werd ze op het Conservatorium van Marseille leerlinge van  Pierre Barbizet  en op het Conservatorium van Parijs van Jacques Rouvier. Drie jaar later nam ze Sonate nº 2 van Rachmaninov op. Voor deze cd ontving ze de Grand Prix du Disque de l'Académie Charles Cros.
1987 kan gezien worden als het begin van de internationale carrière van Grimaud. Ze deed mee aan de Midem van Cannes en aan een pianofestival van de Roque d'Anthéron, ze gaf haar eerste recital in Parijs, ze speelde met het Orchestre de Paris onder leiding van Daniel Barenboim en met diverse orkesten in verschillende landen.
Op haar 21ste verhuisde ze naar Florida.
Grimaud heeft een passie voor wolven. Sinds 1991, en na de benodigde diploma's behaald te hebben, fokt ze deze dieren.
Ze heeft synesthesie, het ervaren van prikkels door meerdere zintuigen, bijvoorbeeld - zoals bij haar het geval is - het zien van kleuren als je muziek luistert.

## Discografie (een selectie)
Bij Denon
- Rachmaninoff Piano Sonata No. 2 (Tweede versie, uit 1931)/Études-tableaux Op. 33 (1986)
- Chopin Ballade No. 1/Liszt Après une Lecture de Dante/Schumann Sonata for Piano (1987)
- Schumann Kreisleriana/Brahms Piano Sonata No. 2 (1989)
- Brahms Piano Sonata No. 3 & 6 Klavierstücke (1992)
- Rachmaninoff Piano Concerto No. 2/Ravel Piano Concerto (1993)

Bij Erato
- Schumann Piano Concerto/Strauss Burleske (1995)
- Brahms Piano Pieces Op. 116-119 (1996)
- Gershwin/Ravel Piano Concertos (1997)
- Brahms Piano Concerto no. 1 (1998)

Bij Teldec
- Beethoven Piano Concerto no. 4 (1999)
- Rachmaninov Piano Concerto no. 2 (2001)

Bij Deutsche Grammophon
- Credo (2003)
- Chopin | Rachmaninov (2005)
- Bartók: The Piano Concertos  (2005)
- Reflection (2006)
- Beethoven Piano Concerto no. 5 "Emperor"/Piano Sonata no. 28 (2007)
- Bach  (2008)
- Silent Songs (2023)

## Boeken
- Variations sauvages, 2003. (ISBN 2266145487)
  - Wildernis sonate, 2004. (ISBN  9044311336)
- Leçons particulières, 2005. (ISBN 2221103955)
  - Ongewone lessen : een spirituele reis door Italië, 2006. (ISBN  9022546454)
- Le loup, sauvage et fascinant (préface) 2006 (ISBN 2749905389)